# Communauté rurale de Ogo
La communauté rurale de Ogo est une communauté rurale du Sénégal située à l'est du pays. 
Elle fait partie de l'arrondissement de Ogo, du département de Matam et de la région de Matam.